# Великий китайський голод
Великий китайський голод — період в історії Китайської Народної Республіки у 1959—1961 роках, що характеризувався масовим голодом, спричиненим політикою Комуністичної партії Китаю під назвою Великий стрибок, хоча остання намагається висвітлювати даний голод як результат посухи та неврожаю.
Лише за офіційними урядовими даними, близько 15 мільйонів населення померло за той період. Дослідники ж голоду найчастіше наводять цифри від 20 млн жителів до 43 млн. Історик Френк Дікотер (Frank Dikötter), якому було надано особливий доступ до китайських архівних матеріалів, оцінив, що в період 1958—1962 років трапилося щонайменше 45 млн передчасних смертей.

## Передумови
У середині XX століття КНР була великою аграрною державою, проте в економічному розвитку значно відставала від промислових країн. У 1956 Мао Цзедун, сподіваючись зламати внутрішніх опонентів, що вимагали перегляду політичного курсу, проголосив «великий стрибок»: механізм «революційних перетворень» у боротьбі з «правим консерватизмом».
За «стрибком» розпочалася програма «масової мобілізації»: колективізація земель, індустріалізація села, «культурна революція» та інші реформи, що супроводжувалися інтенсивною пропагандою. Режим, не вагаючись, проголошував, що КНР здатна «наздогнати Сполучене Королівство за 2-3 роки, а США — за 7-8».
СРСР в односторонньому порядку розірвав зв'язки з КНР, припинивши постачання матеріалів та технологій, які були так потрібні КНР. В той же час Мао Цзедун вирішив достроково повернути борги СРСР в сумі 1 млрд. 973 млн юанів з 1960 по 1962, що дорівнювало 12 % військового бюджету країни на той час. Більша частина боргу була виплачена продовольчими товарами. Заради заявленої мети були зроблені неадекватні господарські кроки. Економіку розбалансували так, що країна опинилася на межі краху. Селян зобов'язали покинути землі та самостійно будувати домни для виробництва сталі. Їм було заборонено їсти вдома, а натомість створено мережу «народних їдалень» — єдине місце, де можна було харчуватись і зберігати продукти. Ян Цзішен детально описує це нововведення, що мало трагічні наслідки. У 1958 в країні побудовано 3,4 млн таких пунктів, куди ходило їсти 90 % сільського населення. Таким чином, було знищено систему натурального господарства в селах. У липні 1959 до усіх цих проблем додалися природні катаклізми. Вийшла з берегів річка Хуанхе, в результаті повені у Східному Китаї загинуло до 2 мільйонів людей. Згодом прийшла сильна посуха, яка випалювала на полях ті залишки зерна, які ще там були.

## Наслідки
Протягом 1958—1960 КНР стала чистим експортером зерна. Через це у багатьох місцях населення залишилось зовсім чи майже зовсім без власного зерна. Наприклад, у 1959 виробництво зерна в районі Сіньян провінції Хенань склало 1 629 000 тонн (на 46,1 % менше, ніж у 1958), але місцевий уряд звітував про збір 3 210 000 тонн зерна. На основі цих показників місцевий уряд Сіньяну вилучив 525 000 тонн зерна, залишивши в середньому 82 кг зерна на одну людину на цілий рік. Враховуючи, що середньомісячне споживання зерна складало 17,5 кг на одну людину, його вистачило тільки на чотири місяці. Селяни почали голодувати та шукати альтернативні джерела їжі: траву, тирсу, шкіру та навіть насіння, просіяне з екскрементів тварин. Собаки, кішки, щури, миші та комахи — усе ставало їжею для людей. Нестача харчування та тотальний голод були вже очевидними. Рівень народжуваності різко знизився, бо селянки через голод не мали менструації та були занадто слабкими. За оцінкою Мао Юші, керівника Економічного інституту в Пекіні, очікувані 16 мільйонів дітей не народилося в цей період через голод, а близько 2–3 мільйонів селян покінчили з собою.
На Лушанському пленумі ЦК КПК у липні-серпні 1959 економічну політику «Великого стрибка» Мао Цзедуна розкритикував його давній супротивник, маршал Пен Дехуай. Пена підтримали й інші члени Центрального комітету — заступник міністра закордонних справ Чжан Веньтянь, міністр фінансів Лі Сяньнянь, маршал Чень Ї. «Вождеві» довелося йти на поступки — Мао Цзедун частково визнав свої помилки. Посаду голови КНР він, про всяк випадок, ще у квітні передав Лю Шаоці. Пізніше саме на нього Мао скине частку провини за провал економічної політики.
Лю Шаоці разом із майбутнім реформатором Китаю Ден Сяопіном почали часткову деколективізацію та повернення до ринкових методів управління економікою. Остаточно голод припинився лише після 1962, коли політика «Великого стрибка» офіційно завершиться, але тема залишилась під забороною.
Перші зрушення почалися після смерті Мао у 1976 та розвінчання культу особи. Хоча влада у 1988 й визнала, що внаслідок голоду померло близько 20 млн осіб, але пов'язує його лише з природними факторами. Дослідження китайського журналіста Ян Цзішена вказує на загальну кількість жертв — 36 млн осіб.

## Міжнародна реакція та визнання
Робота іноземних журналістів в КНР суворо обмежувалася, тому дані про Голод були фактично не відомі світовій спільноті. Лише окремі журналісти, що були лояльні до комуністичної влади, мали можливість вільно працювати в КНР.
У розпал голоду в КНР у 1960 американський журналіст Едгар Сноу взяв інтерв'ю у лідера КПК. В той час, завдяки біженцям, яким вдалося прорватися крізь блокаду та втекти до Гонконгу, у світовій пресі починали з'являтись згадки про голод в КНР. У своїй статті Сноу заявляв: «Я ретельно шукав голодуючих людей або жебраків, щоб сфотографувати їх, але не знайшов. Я не побачив голодних людей чи якихось ознак голоду, а тому не вірю, що в КНР наявна проблема голоду». Повернувшись з КНР він продовжує пропаганду комунізму, зокрема дає ряд лекцій у Гарварді, на яких описував переваги соціалістичної форми господарства, а також долучається до написання підручників про КНР.
На початку 1961 КНР відвідав лідер французьких соціалістів Франсуа Міттеран, на той час сенатор департаменту Ньєр та претендент на посаду Президента Франції. Його візит контролювали китайські спецслужби. Апогеєм стала двогодинна зустріч з Мао, яка мала остаточно переконати французького соціаліста у динамічному розвитку Китаю. У результаті тактика спрацювала і Мітеран заявив, що «Мао не диктатор» і «в Китаї немає ніяких ознак голоду». Таким же чином вводять в оману журналіста ВВС Фелікса Гріна, який у своїй книзі «Завіса незнання», виданій у 1964, не згадує про голод та позитивно висловлюється про комуністичну партію.